# 传颂之物系列角色列表
本表主要罗列AQUAPLUS开发的游戏传颂之物系列中的登场人物，并附记该系列的重要设定。
传颂之物系列第一作《传颂之物》（うたわれるもの）的成人版本于2002年发售，最初版本是没有配音的。2006年，AQUAPLUS发售《传颂之物》的PS2全年龄移植版本。移植版本中加入了角色配音，标题也加上了“致逝者的摇篮曲”（散りゆく者への子守唄）的副标题。第一作同样曾在PSP上推出移植版本。2018年，第一作《传颂之物》推出了PSV与PS4平台的高清重制版本。传颂之物系列的续作《传颂之物 虚伪的假面》（うたわれるもの 偽りの仮面）与《传颂之物 二人的白皇》（うたわれるもの 二人の白皇）分别于2015年9月24日及2016年9月21日发售，平台包括PS3、PS4，以及PSV。传颂之物系列亦有衍生的电视动画。第一作《传颂之物》的改编电视动画于2006年4月开播，共26集。《传颂之物 虚伪的假面》的改编电视动画于2015年10月开播，共25集。
本列表中的声优与角色简介以游戏原作为基础，电视动画等衍生作品剧情与角色声优可能与游戏原作存在差异。表中第五列到第七列是指该角色是否在相关作品中登场，有登场的以“✔”表示，未登场的以“❌”表示。

## 人物列表
| 角色名称      | 另译                 | 日语原名            | 所属                                      | 传颂之物 | 虚伪的假面 | 二人的白皇 | 声优                                                    | 简介 |
| ------------- | -------------------- | ------------------- | ----------------------------------------- | -------- | ---------- | ---------- | ------------------------------------------------------- | --- |
| 哈克奥罗      | 白皇                 | ハクオロ            | 图斯库尔                                  | ✔        | ❌         | ✔          | 小山力也                                                | 第一作主角，头戴白色假面，是久远真正的父亲，开篇时被艾露露在村外所救，被艾露露起了她父亲的名字。后来成为图斯库尔国家的缔造者，带领众人统一所有部族。真实身份是大神解放者寄寓的“冰人”，在太古时代是一名考古学家，在一次考古中被大神解放者附身，其后成为太古时代人类（伟大之父）的研究对象。在篇末因为失控转化为大神解放者而被封印。在二人的白皇篇末成为一个普通人类，与艾露露重逢。 |
| 艾露露        | 无                   | エルルゥ            | 图斯库尔                                  | ✔        | ❌         | ✔          | 柚木凉香                                                | 第一作主角，名字来自一种传说中的花“艾露露”，与图斯库尔的姐姐同名，是命的后代，是手法熟练的药师。将久远抚养长大的养母之一，开篇时救下了身受重伤的哈克奥罗。髮環是村中代代相传的物品，其实是远古水岛博士赠送的Master Key。在遊戲中主要為恢復要角在動畫中只在後援登場沒有在前線戰鬥，为了限制被封印的大神解放者（哈克奥罗），在久远幼时以前往封印之地为代价加强了大封印。在二人的白皇中，Master Key被沃西斯抢走，把哈克奥罗曾使用的假面交给了哈克。 |
| 阿露露        | 无                   | アルルゥ            | 图斯库尔                                  | ✔        | ✔          | ✔          | 泽城美雪                                                | 艾露露的妹妹，名字来自一种传说中的花“阿露露”，同样是命的后代，具有与动物交流的能力。在白虎森林之主被杀死后收养了它的孩子，并取名为“穆克鲁”，并且能骑乘穆克鲁战斗。阿露露在久远小时候是照顾她的姐姐之一。曾经在战争中死亡，但艾露露与大神解放者签订了契约，阿露露因此复活。《虚伪的假面》中，阿露露是图斯库尔出使大和的使者之一。 |
| 大神解放者    | 维茨亚奈米迪亚       | ウィツァルネミテア  | 无                                        | ✔        | ❌         | ✔          | 无                                                      | 在图斯库尔是亚人崇拜的神明，但在大和被认为是祸日神。在太古时代因为命被人类杀死而向人类施加诅咒，使人类全部成为塔塔利。哈克奥罗在第一作篇末曾转化为大神解放者。久远因为哈克奥罗的血统，也曾在虚伪的假面篇末与二人的白皇篇末化身为大神解放者。 |
| 图斯库尔      | 无                   | トゥスクル          | 图斯库尔                                  | ✔        | ❌         | ❌         | 京田尚子                                                | 艾露露与阿露露的祖母，手法高明的药师，在村中是受人尊敬的长者，一直以来都帮助胧治疗妹妹柚叶。在与地方藩主手下的争执中，为了救阿露露而被士兵所伤，并因此去世。图斯库尔的死亡引起了众人的愤怒，在一连串的起义推翻王国后，哈克奥罗以她的名字为新建立的国家命名作为纪念。 |
| 铁奥罗        | 无                   | テオロ              | 图斯库尔                                  | ✔        | ❌         | ❌         | 石川洋昭                                                | 艾露露所在的亚玛由拉村里性格豪爽的男子，是领导性的人物，手持大斧进行战斗，在推翻当地藩主后与村里人一同回村中生活。在亚玛由拉村被库查·凯查军队袭击时为了向哈克奥罗通报而负伤奔至皇都，通报后因为伤势过重而去世。 |
| 苏牧          | 索波克               | ソポク              | 图斯库尔                                  | ✔        | ❌         | ❌         | 雪野五月                                                | 铁奥罗的妻子，将艾露露、阿露露当成自己的姐妹一样疼爱。与亚玛由拉村民们一同死于库查·凯查的侵略战争中。 |
| 胧            | 无                   | オボロ              | 图斯库尔                                  | ✔        | ✔          | ✔          | 桐井大介                                                | 在第一作是边境城寨的年轻首领，手持双刀战斗，有一个体弱多病的妹妹柚叶。在图斯库尔建立的过程中是哈克奥罗的左膀右臂。第一作篇末哈克奥罗被封印后，带着尚在襁褓中的久远外出旅行。在《虚伪的假面》与《二人的白皇》中，已成为图斯库尔的皇，并且以久远的父亲自居（实际上是久远的舅舅）。《二人的白皇》开篇时曾计划作为反击入侵大和。《二人的白皇》篇末将皇位传给了久远。 |
| 柚叶          | 无                   | ユズハ              | 图斯库尔                                  | ✔        | ❌         | ❌         | 中原麻衣                                                | 胧体弱多病的妹妹。阿露露的宠物蜜琪姆的肝脏据说可以治愈她的疾病，但她因不忍心杀害蜜琪姆而拒绝。与哈克奥罗生下了久远，但在久远尚在襁褓中时便因病重不治而去世，久远由艾露露等人抚养长大。 |
| 多利 古拉     | 无                   | ドリィ グラァ       | 图斯库尔                                  | ✔        | ✔          | ✔          | 渡边明乃                                                | 胧手下的双胞胎少年，使用弓箭战斗，称呼胧为少主。雖然是男性，但是對女性飾品很感興趣，曾經把胧灌醉後發生關係。官方作出“他們正處於愛玩的年齡”的解釋。在《虚伪的假面》与《二人的白皇》中，仍然跟随在成为皇的胧身边。 |
| 贝纳威        | 贝纳维               | ベナウィ            | 坎纳西科乌鲁贝 → 图斯库尔                 | ✔        | ✔          | ✔          | 浪川大辅                                                | 坎纳西科乌鲁贝的侍大将，认真且有礼。骑乘白色的骑龙，使用枪战斗。在坎纳西科乌鲁贝被哈克奥罗推翻后，在哈克奥罗的劝说下出仕图斯库尔。在《虚伪的假面》中，带领图斯库尔军击退入侵的大和军。在《二人的白皇》篇末曾带领图斯库尔军支援陷入危机的大和。 |
| 克罗          | 无                   | クロウ              | 坎纳西科乌鲁贝 → 图斯库尔                 | ✔        | ✔          | ✔          | 小山刚志                                                | 贝纳威的部下，骑兵队副队长，性格豪放。使用刀战斗。在坎纳西科乌鲁贝被哈克奥罗推翻后，与贝纳威一同出仕图斯库尔。在《虚伪的假面》与《二人的白皇》中仍有登场，角色仍然是贝纳威的部下。 |
| 沃贝          | 无                   | ワーベ              | 图斯库尔 （欧卡米亚凯）                   | ✔        | ❌         | ❌         | 大木民夫                                                | 圣地欧卡米亚凯之皇、贤大僧正，乌露托利与神结的父亲。与图斯库尔相识，在听闻有个名为图斯库尔的新国家建立时感到震惊，并派遣乌露托利前往。在库涅卡门入侵欧卡米亚凯时，想要使用禁忌之术“大封印”将敌人封入地狱，但因为被德伊阻挠而失效，因此欧卡米亚凯一度失陷，被库涅卡门关押到撒哈兰岛监狱深处。被哈克奥罗等人救出后，将贤大僧正之位传给乌露托利。 |
| 乌露托莉      | 乌露托利             | ウルトリィ          | 图斯库尔 （欧卡米亚凯）                   | ✔        | ❌         | ✔          | 大原沙耶香                                              | 沃贝的长女，性格善良而慈爱，在沃贝之后出任贤大僧正一职。乌露托莉是抚养久远长大的养母之一，曾经叮嘱她不要接受体内大神解放者血液的呼唤。在《二人的白皇》中，乌露托莉在圣地接待了到访的奥修特尔（哈克）与久远，并带领他们进入伟大之父建造的地下城市遗迹内。 |
| 卡缪          | 卡谬 神结            | カミュ              | 图斯库尔 （欧卡米亚凯）                   | ✔        | ✔          | ✔          | 钉宫理恵                                                | 沃贝的次女，乌露托莉的妹妹，在欧卡米亚凯担任巫女一职。卡缪体内潜潜藏着睦美的始祖人格，背后长着黑色的翅膀（同族的人翅膀一般是白色的）。在第一作篇末曾一度化身为睦美，但最后又变回卡缪。卡缪是抚养久远的姐姐之一。在《虚伪的假面》中是图斯库尔出使大和使节团的成员之一。在《二人的白皇》篇末参与了封印大神解放者的大封印。 |
| 蒙特          | 无                   | ムント              | 图斯库尔 （欧卡米亚凯）                   | ✔        | ❌         | ✔          | 白熊宽嗣                                                | 欧卡米亚凯的僧正，担任卡缪的教育职务。 |
| 德伊          | 无                   | ディー              | 欧卡米亚凯                                | ✔        | ❌         | ❌         | 池田秀一                                                | 原是欧卡米亚凯的哲学士，曾担任乌露托利的老师。在“大地震”前几天突然失踪，再次出现时性格大变。在库涅卡门进攻欧卡米亚凯时，德伊出手把支撑“大封印”的圆镜破坏让“大封印”失效，使欧卡米亚凯沦陷。实际上是被大神“解放者”的半身“分身”附体，在篇末与哈克奥罗合体为大神解放者，最终大神解放者被大封印封住。 |
| 睦美          | 睦实                 | ムツミ              | 无                                        | ✔        | ❌         | ❌         | 钉宫理恵                                                | 在太古时代是研究所的人类以冰人为原型构造出的复制体，是最接近冰人的存在，代号63号，并因此获得哈克奥罗为她取的日语谐音名“睦美”。原本是为作为统帅者而被制造出的强大实验体，但因拥有过高的潜能而被研究员封印、解体，只剩下大脑，其代号“63号”也随之被废弃。以冰人的愿望为自己的愿望，为回应冰人毁灭自己的愿望，强行介入卫星“天照”并以之照射“解放者”，但最终仍无法将“解放者”毁灭，只好将“解放者”封印。睦美是欧卡米亚凯族的祖先，因灵魂不灭，可借由欧卡米亚凯一族拥有黑翼返祖现象的后代出现（如卡缪）。 |
| 卡露拉        | 无                   | カルラ              | 拉露玛尼尔努 → 图斯库尔                   | ✔        | ✔          | ✔          | 田中敦子                                                | 力大无穷的吉利亚基纳族女剑士。原来是拉露玛尼尔努国的公主，亡国后被并被纳·托库抓做女剑奴，在奴隶船失事时得到图斯库尔的救助，自此成为哈克奥罗的手下。哈克奥罗特地为她定制了一把巨型重剑。之后与哈克奥罗签订“解放者契约”，帮助起义的弟弟迪利霍莱推翻纳·托库。卡露拉是抚养幼年时的久远的养母之一（但她自认为是久远的姐姐）。在《虚伪的假面》中，成为大和帝都旅店白楼阁的老板娘，并在《虚伪的假面》篇末帮助哈克与久远一行进入皇宫。在《二人的白皇》中，将自己的巨型重剑以特别的方式赠送给了大和皇女杏树。 |
| 迪利霍莱      | 无                   | デリホウライ        | 拉露玛尼尔努 → 图斯库尔 （卡露拉·阿滋雷） | ✔        | ❌         | ❌         | 近藤孝行                                                | 卡露拉幼年时失散的弟弟，统帅叛军“卡露拉·阿滋雷”的总大将。在哈克奥罗等人的帮助下推翻了奴隶买卖国家“纳·托库”。 |
| 卡托玛乌      | 无                   | カトゥマウ          | 拉露玛尼尔努                              | ✔        | ❌         | ❌         | 白熊宽嗣                                                | 历代侍奉于“拉露玛尼尔努”皇族吉利亚基纳族的忠臣老人。 在“拉露玛尼尔努”灭国后，照顾著年幼的迪利霍莱并将之扶养成人，同时教导著迪利霍莱体术。 |
| 藤香          | 东霞 灯华            | トウカ              | 库查·凯查 → 图斯库尔                      | ✔        | ✔          | ✔          | 三宅華也                                                | 艾文鲁加族的女剑士，在第一作中最初从属于库查·凯查，曾因为受到蒙骗而将哈克奥罗视为罪恶之人，参加了库查·凯查对图斯库尔的战争。在明白真相后一度想要以死谢罪，但在哈克奥罗的劝说下决定成为哈克奥罗的手下。藤香是抚养幼年时的久远的养母之一。在《虚伪的假面》中，藤香在卡露拉经营的大和皇都旅店白楼阁里帮忙。先是作为保镖击退周围的流氓，之后又从事侍女的工作。在《二人的白皇》篇末曾帮助奥修特尔（哈克）等人解决大和的危机。 |
| 芙米露露      | 月光花               | フミルィル          | 图斯库尔                                  | ✔        | ❌         | ✔          | 竹达彩奈（幼年） 仪武祐子（成年）                       | 在第一作中是亚图族的少主与亚塔姆族的公主生下的女婴，因为父母卷入家族之间的矛盾而被托付给乌露托利。乌露托利对被弃养的芙米露露投入了超越母亲的爱而渐渐失去理智，在芙米露露家乡前来接回芙米露露时，乌露托利私自带着她逃走，但最后被哈克奥罗等人说服，芙米露露被接回了家乡。在《二人的白皇》中，已经长大的芙米露露身份是陪伴在久远身边的女官。 |
| 切奇纳罗      | 无                   | チキナロ            | 图斯库尔                                  | ✔        | ❌         | ✔          | 太田哲治                                                | 一名旅行商人，贩卖药材、武器、情报等稀有物品，经常拜访哈克奥罗。曾将蜜琪姆卖给阿露露。在《二人的白皇》中受到久远托付，将能治愈杏树的珍贵药物等物品赠送给奥修特尔（哈克）一行。 |
| 殷卡拉        | 印卡拉               | インカラ            | 坎纳西科乌鲁贝                            | ✔        | ❌         | ❌         | 大川透                                                  | 坎纳西科乌鲁贝皇，是一名暴君，开篇时艾露露所在的亚玛由拉村属于其统治范围。在皇都被哈克奥罗攻陷后企图逃跑，被贝纳威斩杀。 |
| 萨桑迪        | 沙桑提               | ササンテ            | 坎纳西科乌鲁贝                            | ✔        | ❌         | ❌         | 大川透                                                  | 坎纳西科乌鲁贝皇殷卡拉的弟弟，是统治艾露露所在的亚玛由拉村的地方领主。生性狡猾残忍，对人民施以重税而招致叛乱。在与哈克奥罗的战斗中失败，逃亡时因抛弃努万基而死于努万基之手。 |
| 努万基        | 努旺基               | ヌワンギ            | 坎纳西科乌鲁贝                            | ✔        | ❌         | ❌         | 吉野裕行                                                | 殷卡拉王的外甥，萨桑迪的儿子，因母亲早逝，由图斯库尔扶养长大，后来才被身为领主的萨桑迪接回。性格轻浮，一直想要占有艾露露。在与图斯库尔的冲突中召来了士兵，导致图斯库尔被杀。最后在与哈克奥罗的战斗中失败，逃亡途中被流民杀死。 |
| 卡姆查塔尔    | 无                   | カムチャタール      | 坎纳西科乌鲁贝                            | ✔        | ❌         | ❌         | 田口宏子                                                | 欢乐街某商店的女主人，实为坎纳西科乌鲁贝皇殷卡拉之女，克罗小时候的青梅竹马。后来因为进行盗窃而被贝纳威与克罗两人发现，与他们发生战斗，最后在克罗的劝说下，被贝纳威放走。對克羅懷抱著近似愛慕的感情，但克羅很遲鈍、本人在這方面也很笨拙。 |
| 斯欧卡斯      | 无                   | スオンカス          | 纳·托库                                   | ✔        | ❌         | ❌         | 近藤孝行                                                | 奴隶买卖国家“纳·托库”的皇，有着变态的审美观，痴迷于卡露拉，为了讨好卡露拉，以活人尸体为床苗培育“拉露玛尼尔努之花”。为了引诱卡露拉出现，利用恰巧出现的迪利霍莱做为诱饵，精心策划了整场剑奴的叛乱。在以前企圖硬上卡露拉的時候慘遭去勢，此後精神更加病態，自稱從男性的束縛中解脫，於皇宫的最终战斗中被迪利霍莱杀死。 |
| 奥利卡坎      | 无                   | オリカカン          | 库查·凯查                                 | ✔        | ❌         | ❌         | 小形满                                                  | 库查·凯查的皇。被人以幻术迷惑、操控、被输入伪造的记忆与印象而将哈克罗奥当成自己作恶多端的义弟“拉库夏因”，并对图斯库尔发动战争，在过程中杀死了所有仍然住在亚玛由拉村的村民。在幻术失效之后，意识到被人欺骗时被杀人灭口而亡。 |
| 拉库夏因      | 无                   | ラクシャイン        | 库查·凯查                                 | ✔        | ❌         | ❌         | 小山力也                                                | 奥利卡坎的义弟，为了一己之欲杀死了自己的妻儿与大量同胞，令奥利卡坎恨之入骨。 |
| 尼维尔        | 尼維 尼威            | ニウェ              | 西肯利贝查姆                              | ✔        | ❌         | ❌         | 秋元羊介                                                | 图斯库尔所在地区三大强国之一“西肯利贝查姆”的皇。充满野心，以战争为乐的战争狂人。把哈克奥罗视为一个出色的猎物，最终在和哈克奥罗的单挑中败亡。 |
| 坎赫鲁达利    | 无                   | カンホルダリ        | 诺赛谢奇卡                                | ✔        | ❌         | ❌         | 最上嗣生                                                | 图斯库尔所在地区三大强国之一“诺赛谢奇卡”的皇，威风凛凛，支配欲望强盛的汉子。看不起夏库克波尔族人，认为夏库克波尔人弱小、没资格称皇，并以看不顺眼为由强迫波纳霍伊向“库涅卡门”出兵。在艾鲁姆伊国战败后亲自出马向库涅卡门发动攻击，但刚出场就被操纵“阿弗·卡姆”的库娅斩杀。 |
| 波纳霍伊      | 无                   | ポナホイ            | 艾鲁姆伊                                  | ✔        | ❌         | ❌         | 近藤孝行                                                | 诺赛谢奇卡附庸国艾鲁姆伊的皇，仅仅只有名号，统治著几个部族。原本是名渔夫，在坎赫鲁达利杀掉艾鲁姆伊的前任皇后成为新的傀儡皇。后来被坎赫鲁达利命令进攻库涅卡门，但很快就战败。 |
| 库娅          | 可耶                 | クーヤ              | 库涅卡门                                  | ✔        | ❌         | ❌         | 富坂晶                                                  | 图斯库尔所在地区三大强国之一“库涅卡门”的年轻女皇。因为个人的兴趣而尝试在私下与哈克奥罗接触，和哈克奥罗成为朋友。最初曾被哈克奥罗误认为男性。后期因库涅卡门人民屡遭他国侵略欺压，在舆论与大臣的压力下改变原本稳固根基的政策，改向全大陆发动统一战争，但最后库涅卡门被图斯库尔国打败。在目睹部下的背叛以及源次丸的死亡后精神崩溃，不顾一切拼命向德伊发动攻击，导致原本因源次丸的牺牲而保住的契约被“分身”收回。因为打破了源次丸立下的契约，第一作篇末苏醒时智力已经退回到了幼儿时期。 |
| 源次丸        | 源氏丸               | ゲンジマル          | 库涅卡门                                  | ✔        | ❌         | ❌         | 飯塚昭三                                                | 库娅的心腹，作为大老辅佐库娅，艾文库鲁加族的英雄。曾多次作为库娅的使者潜入图斯库尔皇宫寻找哈克奥罗。在库娅决定出兵统一大陆后，试图阻止库娅向人民支柱的宗教之国欧卡米亚凯进攻，但未能成功。战争后期潜往图斯库尔，提出以纱雅作为人质，说服哈克奥罗出兵，并向哈克奥罗等人透漏了欧卡米亚凯皇沃贝被关押的地方。最终在德伊面前为保护库娅把一切托付给哈克奥罗后向德伊发起挑战，并以死为代价让“分身”解除了与夏库克波尔族的契约而放过库娅。 |
| 纱雅          | 咲夜                 | サクヤ              | 库涅卡门                                  | ✔        | ❌         | ❌         | 水桥香织                                                | 源次丸的孙女，平时称呼源次丸为“大老”，同时也是库娅的女伴，负责照顾库娅，是库娅唯一的朋友与知己。库涅卡门向其他国家宣战后，作为源次丸担保的人质，为证明不会逃跑而甘愿被源次丸挑断脚筋。在战争结束后在图斯库尔皇宫中负责照顾幼儿般的库娅。 |
| 希恩          | 飞燕                 | ヒエン              | 库涅卡门                                  | ✔        | ❌         | ❌         | 野岛裕史                                                | 库涅卡门的左大将，纱雅的哥哥，源次丸的孙子，平时称呼源次丸为“大老”。在诺赛谢奇卡灭国之后，以避免再遭不明入侵为由在朝堂上向库娅提出统一大陆的构想。因在撒哈兰岛上使用“阿弗·卡姆”与源次丸单挑仍被击败而不甘心，渴求着更多的力量而屈服于德伊，完全成为德伊的傀儡。 |
| 哈维恩库亚    | 无                   | ハウエンクア        | 库涅卡门                                  | ✔        | ❌         | ❌         | 渡边明乃                                                | 库涅卡门的右大将，生性残忍的野心家。在攻占诺赛谢奇卡后，擅作主张将军队调往艾鲁姆伊，将整个部族连平民一同屠杀。在库娅的命令下前往图斯库尔活捉哈克奥罗，但却意图杀死哈克奥罗却被骑着穆克鲁的阿露露所阻止。杀死阿露露后导致哈克奥罗觉醒为“解放者”，在所有部下被“解放者”杀死后趁著阿露露复活、“解放者”迷惘之际逃走。最后完全成为德伊的傀儡，背叛了库娅。 |
| 水岛博士      | 无                   | ミズシマ            | 无                                        | ✔        | ❌         | ❌         | 加藤将之                                                | 太古时代的人类（伟大之父），是负责研究冰人（哈克奥罗）的科学家，将命（3510号）当作女儿看待。因身体极度弱小，无法适应地面上的环境，只能存活在温室中并以全息影像跟冰人沟通。在研究所会议决定再次将冰人冻结时，因“无法忍受玩弄生命的罪恶感”及“反对再次冰封冰人”，而私下将冰人偷偷放走，并让冰人一同将命带走。为了帮助他们顺利逃跑，水岛将实验室内监视器短时间全部关闭，并给予命登入过冰人声音的实验室钥匙“MASTER KEY”。 |
| 命            | 无                   | ミコト              | 无                                        | ✔        | ❌         | ❌         | 柚木凉香                                                | 太古时代研究基地的人根据冰人的基因制作出来的人工生命实验体，代号3510号，负责照顾冰人。在水岛博士的建议下，冰人以日语和数字的转换（3（ミ）5（コ）10（ト））为3510取了“命”这个名字。在与冰人逃离地下实验室后，两人生下一子，但后来被人类捉回实验室。因为研究人员认为她是“第一个生育过孩子的重要样本”而将命解剖，以此為觸發點冰人實現了這些研究者不老不死強建肉體的願望-以理智與身為人類作為代價，除了冷凍睡眠及改造過的人類以外，所有人類成為僅存吞噬本能的史萊姆狀怪物。艾露露和阿露露是命的直系后代。 |
| 久远          | 无                   | クオン              | 图斯库尔                                  | ❌       | ✔          | ✔          | 种田梨沙                                                | 哈克奥罗与柚叶生下的女儿，图斯库尔的皇女，因為體內大神的力量和造成柚葉體弱早逝的火神水神達到平衡，得以健康成長，並自由操況祂們的神力。在《虚伪的假面》开篇隐藏自己的身份在大和旅行，并将刚苏醒过来的哈克救下，并给他起了“哈克”的名字。久远因为得到艾露露指导，同样是一名手法熟练的药师。后来以结识奥修特尔的伪装身份右近为契机，与哈克一同以密探身份为奥修特尔工作。在《虚伪的假面》篇末得知哈克死去的消息后离开了众人，在回到图斯库尔的半途中被山贼打劫时被激怒，因而觸發了大神解放者之血，但最后被赶来的胧等人救下，并明白了自己对哈克有恋爱般的感情。在《二人的白皇》中无意中发现“奥修特尔”是哈克假扮这一事实后，再度从图斯库尔偷偷溜出，回到大和帮助奥修特尔（哈克）等人。《二人的白皇》篇末奥修特尔（哈克）因为过度使用假面力量而真的死去后，久远的内心彻底崩溃，大神解放者之血被觸發，她本人也一度化身为大神解放者，但最后在众人的努力下大神解放者成功被封印，久远也回到了正常状态。最后久远继承了图斯库尔的皇位，与杏树缔结了图斯库尔与大和的和平条约。 |
| 哈克          | 白                   | ハク                | 大和                                      | ❌       | ✔          | ✔          | 藤原启治、利根健太朗（《斬2》、《二人的白皇》電視動畫） | 在《虚伪的假面》开篇时一人在雪原醒来，丧失所有记忆。被雪原上的怪兽追杀时，被久远救下。因为忘记了自己的名字，久远给他起了“哈克”的名字。哈克作为人类力量与耐力都不如亚人，但具有优秀的洞察力和判断力。后来，哈克在九重里无意中与游侠“右近”一行相识，并帮助右近一行解决了面临的问题。与右近一行一起回到帝都后，才知道“右近”是大和右近卫大将奥修特尔的伪装身份。在奥修特尔的提议下，哈克与久远成为奥修特尔的密探，帮助他解决各地的事件与委托。在《虚伪的假面》篇末，哈克接受了耗尽力量的奥修特尔在死去前的请求，戴上他的假面以奥修特尔的身份继续活动。《二人的白皇》中，哈克（奥修特尔）从恩那卡姆依起兵，重新统一大和。大和重归和平后，哈克与久远一同前往图斯库尔寻找Master Key，并见到了被封印的哈克奥罗，但Master Key却被幕后主谋沃西斯抢走，导致后来一系列风波的产生。在与沃西斯的最终决战中将之击败后，哈克因过度使用假面的力量而死去，导致久远的内心彻底崩溃，大神解放者之血被激活。此时，哈克通过哈克奥罗假面的力量复活，重返众人身边，与众人一同通过战斗击败了大神解放者，救回了久远。但在一切结束后，哈克又再度消失，成为了类似于神的存在，默默守护久远等人。 |
| 右近          | 无                   | ウコン              | 大和                                      | ❌       | ✔          | ❌         | 利根健太朗                                              | 奥修特尔为了方便活动而易容伪装的身份。 |
| 奥修特尔      | 无                   | オシュトル          | 大和                                      | ❌       | ✔          | ❌         | 利根健太朗                                              | 大和的右近卫少将，与御雷同被誉为“大和双璧”，是大和的假面之人之一，持有水神假面。奥修特尔出身边境小贵族家庭，依靠自己的努力方才当上右近卫少将，因此具有很强正义感。在以右近身份活动时结识哈克与久远，两人在他的提议下成为他的密探，帮助他完成部分任务和委托。在《虚伪的假面》篇末奥修特尔被沃西斯陷害，宫中官员认定奥修特尔向皇女杏树下毒，将他关进监狱。哈克等人随后将奥修特尔救出，但在前往恩那卡姆依的途中与武赖遭遇，奥修特尔在战斗中耗尽了灵魂之力，迴光返照突破極限重創了武賴，在去世前将一切托付给了在场的哈克。 |
| 猫音          | 无                   | ネコネ              | 大和                                      | ❌       | ✔          | ✔          | 水濑祈                                                  | 来自恩纳卡姆依的少女，喜好研究学习古代的知识，是奥修特尔（右近）的妹妹，是大和历史上通过殿试的最年少一人，但由于年纪过小被保留了哲学士头衔，暂时以殿学徒的身份工作。奥修特尔在雇用哈克后，将她交给了哈克，希望她在不懂世故到无法挽回之前，能稍微经历下世间的艰辛，不要只用自书里的知识来描述世间。对于哈克的弱气及懒散度日十分不屑，时常口出讽刺，但遭遇可怕的东西时仍会不自觉的依靠他。憧憬着久远，与久远是结义姐妹关系。《二人的白皇》中配合哈克扮演奥修特尔一事，在《二人的白皇》篇末正式成为大和的哲学士。 |
| 露露缇耶      | 无                   | ルルティエ          | 大和 （九重里）                           | ❌       | ✔          | ✔          | 加隈亚衣                                                | 九重里的小公主，父亲是“八柱将”之一的九重里之皇歐甄，在家中同辈中排第十五。她骑着一只叫做“可可啵”大鸟。露露缇耶喜欢料理与缝纫、厨艺高明。露露缇耶的父亲为了让她能增长见闻，派她参加前往帝都的使节团，并借此机会让奥修特尔锻炼她的能力。《虚伪的假面》随众人撤退到恩那卡姆依，并在《二人的白皇》中伴随杏树与奥修特尔复国。 |
| 可可啵        | 可可波               | ココポ              | 大和 （九重里）                           | ❌       | ✔          | ✔          | 米泽圆                                                  | 露露缇耶饲养的巨大赫萝萝恩鸟，在战斗时也会骑牠。 |
| 奇羽琉        | 奇乌尔、奇乌鲁、裘鲁 | キウル              | 大和 （恩那卡姆依）                       | ❌       | ✔          | ✔          | 村瀨步                                                  | 恩那卡姆依的皇子，使用弓箭战斗，与奥修特尔（右近）是结义兄弟。暗恋猫音，但却被猫音嫌弃。《二人的白皇》篇末，奥修特尔（哈克）在力尽身亡前将奇羽琉指定为大家新的领袖。 |
| 阿图依        | 无                   | アトゥイ            | 大和 （夏赫罗）                           | ❌       | ✔          | ✔          | 原由实                                                  | “八柱将”之一的索杨克库尔之女，举止轻浮。阿图依力气很大、武艺高强，擅使一把巨大的双尖枪。随身带着一只叫做克拉琳的类似浮空水母的谜之生物。 |
| 克拉琳        | 无                   | クラリン            | 大和 （恩那卡姆依）                       | ❌       | ✔          | ✔          | 三宅麻理恵                                              | 阿图依随身带着的一只类似浮空水母的谜之生物。 |
| 诺斯莉        | 鵟                   | ノスリ              | 大和 （伊兹鲁哈）                         | ❌       | ✔          | ✔          | 山本希望                                                | 义贼团体“诺斯莉旅团”的首领，出自艾文鲁加族。使用弓箭作战。在《二人的白皇》中协助父亲彦峰恢复了权力，并在杏树复国后被任命为八柱将。 |
| 扇            | 欧基                 | オウギ              | 大和 （伊兹鲁哈）                         | ❌       | ✔          | ✔          | 樱井孝宏                                                | 诺斯莉的弟弟，也是她的副手，思维缜密，擅使双刀，同样出身自艾文库鲁加族，是诺斯莉旅团实质上的领导者。 |
| 时樱          | 时房                 | トキフサ            | 大和 （伊兹鲁哈）                         | ❌       | ✔          | ✔          | 志贺麻登佳                                              | 大和八柱将之一，伊兹鲁哈的领导者，人称“调弦的时樱”。使用一把巨大的弓。功勋并不出众，但善于给友军争取时间与消除动乱。实际上靠陷害彦峰才坐上八柱将之位，在《二人的白皇》中想要设计暗杀杏树、哈克（奥修特尔）等人，但最后计划败露身死。 |
| 彦峰          | 玄峰                 | ゲンホウ            | 大和 （伊兹鲁哈）                         | ❌       | ❌         | ✔          | 大川透                                                  | 前大和八柱将之一，诺斯莉与扇的父亲，因受到时樱的陷害而丢失官位。在《二人的白皇》中恢复了地位，并受到杏树的重用。 |
| 麻吕吕        | 无                   | マロロ              | 大和                                      | ❌       | ✔          | ✔          | 杉山大                                                  | 身材瘦弱的殿学士、脸上涂抹著夸张的化妆，属于使用术法战斗的术士；擅长谋略，是右近团队的智囊。因为家人仗其身份挥霍度日，使麻吕吕背负了许多债务、时常处于穷困状态。麻吕吕对哈克极为崇拜，在《二人的白皇》中麻吕吕得知哈克的死讯后变得一蹶不振。处于悲伤中的麻吕吕后来被雷光用虫蛊脑控，以为奥修特尔是杀死哈克的凶手，转与杏树一行为敌。最后奥修特尔（哈克）率军攻入帝都之后，麻吕吕清醒了过来，但却被伪装成杏树的七理夜设计暗杀。 |
| 亚库托瓦尔特  | 无                   | ヤクトワルト        | 乌兹鲁沙 → 大和                           | ❌       | ✔          | ✔          | 江口拓也                                                | 来自乌兹鲁沙的剑豪，年轻时曾放荡不羁，后来受到源次丸的教导，走上了剑道之路。曾闖入帝的御前試合並打敗現場所有武者，獲得帝的讚許，揮劍時展露搖曳的殘象，在世間有陽炎的稱號。在乌兹鲁沙对大和的侵略战争中，亚库托瓦尔特因女儿被抓做人质而被迫成为乌兹鲁沙的剑奴，后来在久远等人的劝说下成为了久远和哈克的同伴。在《二人的白皇》中继续为奥修特尔（哈克）效力，并且拒绝了自己原被乌兹鲁沙併吞的原部族(诗诺农親族)的要求诗诺农成为部族统领的要求。 |
| 诗诺农        | 诗乃乃               | シノノン            | 乌兹鲁沙 → 大和                           | ❌       | ✔          | ✔          | 久野美咲                                                | 亚库托瓦尔特的养女，也是亚库托瓦尔特原被乌兹鲁沙併吞的原部族的前首領之女。在乌兹鲁沙对大和的侵略战争中被抓做人质，后来被哈克、久远一行人解救。与奇羽琉相当亲近，常以童顏童語的態度說出成熟大人的道理。 |
| 杏树          | 安洁                 | アンジュ            | 大和                                      | ❌       | ✔          | ✔          | 赤﨑千夏                                                | 大和的年幼皇女，实际上是帝仿照自己死去的女儿专门制造用于未来管理国家的克隆体，阶级比一般亚人要高，作為原後繼人沃西斯的替代品，好讓沃西斯隨自己的喜好自由成長。行为举止相当天真烂漫、崇拜奥修特尔。在《虚伪的假面》篇末被沃西斯设计下毒，但最后侥幸存活、与哈克等人逃到恩纳卡姆依。《二人的白皇》中，杏树在奥修特尔（哈克）等人的帮助下成功擊敗雷光复国，成为大和的新皇帝。 |
| 乌露露&萨拉娜 | 无                   | ウルゥル & サラァナ | 大和                                      | ❌       | ✔          | ✔          | 佐仓绫音                                                | 神出鬼没的双胞胎，在《虚伪的假面》曾协助“帝”获取哈克的行踪，后来双胞胎被“帝”赏赐给了哈克。真实身份是大和的“锁之巫”，和穗香一样都是帝原来的妻子的克隆体，非常刻意地充實在服侍哈克方面技能，尤其是性知識。 |
| 帝            | 无                   | ミカド              | 大和                                      | ❌       | ✔          | ✔          | 木村雅史                                                | 大和帝国的皇帝，在朝堂上以帘幕掩蔽表情、以轮椅代步的瘦弱老人，与哈克实际上是兄弟关系。在人类毁灭前，帝在哈克身上进行了代号为“真人”的实验，但在实验即将结束时，人类陷入毁灭，哈克也陷入了长时间的沉睡。而侥幸存活的帝则是一再運用自己的知識技術幫助亞人類，但卻屢遭背叛，最后決定由自己掌握權力利用手中掌握的技术建立起名为大和的强大国家。《虚伪的假面》中帝为了找回Master Key而冒险攻打图斯库尔。在《虚伪的假面》篇末因续命受到沃西斯的干扰而陷入濒死状态，只能在培养液中苟活。《二人的白皇》中帝为了拯救帝都选择留下，最后与塔塔利在天照的照射下同归于尽。 |
| 穗香          | 穗乃香、步歌         | ホノカ              | 大和                                      | ❌       | ✔          | ✔          | 矢作纱友里                                              | 大和国的大宫司，是个掌管祭祀、并一直陪伴在皇帝身边的人。和乌露露与萨拉娜一样都是帝原来的妻子的克隆体。《二人的白皇》中帝为了拯救帝都选择留下，穗香也决定跟随帝身边。最后两人与塔塔利在天照的照射下同归于尽。 |
| 雷神          | 御雷                 | ミカヅチ            | 大和                                      | ❌       | ✔          | ✔          | 内田夕夜                                                | 大和国左近卫大将，持有风神假面，与奥修特尔合称“大和双璧”。相当疼爱猫音，与八柱将之一的雷光是兄弟关系。有时会以贩糖人“左近”的伪装身份出现。在《二人的白皇》中，御雷为了维护大和的和平而在明知雷光扶持的皇女是假货的情况下支持兄长雷光一方。奥修特尔（哈克）与杏树等人即将夺回帝都时，知道真相的御雷险些被暗害，但最后侥幸生还，并在剧情后段中重新站在了奥修特尔（哈克）一方。 |
| 美琉树        | 无                   | ミルージュ          | 大和                                      | ❌       | ✔          | ✔          | 高森奈津美                                              | 御雷的副官，是一名气质温和的美少年，美琉树的真实身份是沃西斯培养的间谍之一，在沃西斯的指示下殺死御雷反被御雷殺死。 |
| 雷公          | 雷光                 | ライコウ            | 大和                                      | ❌       | ✔          | ✔          | 置鲇龙太郎                                              | 大和八柱将之一，人称“圣贤的雷光”，是御雷同父异母的兄长。雷光虽然武力不出众，但却是擅用智谋的智将。在《虚伪的假面》末尾，雷光让自己的副官七理夜假扮皇女杏树、挟天子以令天下，但在《二人的白皇》中雷光的势力终被有奥修特尔（哈克）等人辅佐的皇女杏树击败。最后雷光在與奥修特尔（哈克）一行人至皇城頂上對峙後戴上了假面，最后仍不敌眾人合力身亡。 |
| 七理夜        | 希吉莉               | シチーリヤ          | 大和                                      | ❌       | ✔          | ✔          | 三宅麻理惠                                              | 雷光的副官，与美琉树是同族。曾在雷光的指示下假扮成皇女杏树。七理夜的真实身份是沃西斯培养的间谍之一，一直在暗中进行破坏工作。 |
| 宗近          | 宗千佳               | ムネチカ            | 大和                                      | ❌       | ✔          | ✔          | 早见沙织                                                | 大国八柱将之一，人称“镇守的宗近”。是抵御蛮族袭击守护大和的女杰，也负责皇女杏树的教导工作。持有土神假面，其力量擅長防守，不利進攻，因而在《虚伪的假面》中大和侵略图斯库尔时，適性不佳被图斯库尔军包围，最终被俘。不过宗近被俘后受到图斯库尔的礼遇。在《二人的白皇》中，图斯库尔方面主动释放了宗近。归国后的宗近加入了皇女杏树一方，为杏树复国作出了贡献。 |
| 武赖          | 布萊                 | ヴライ              | 大和                                      | ❌       | ✔          | ✔          | 乃村健次                                                | 大和八柱将之一，人称“豪腕的武赖”，持有火神假面，其力量最難以控制、戰鬥時敵我不分。武赖是个崇尚力量的蛮勇之人，仰慕强者的同时鄙视弱者，因為這份堅定的信念讓他屢屢突破極限、自假面中引出超過自身靈魂所能支付的力量。在《虚伪的假面》篇末意图篡位，但最后被哈克、奥修特尔等人击败。不过奥修特尔也在与武赖的战斗中力尽身亡，不得不把一切托付给哈克。《二人的白皇》中，濒死的武赖受到了恩图亚的照顾，部分恢复活力的武赖急于与奥修特尔再次战斗，最后找到了实际上是哈克假扮的奥修特尔。虽然最后武赖被奥修特尔（哈克）击败，但奥修特尔（哈克）也因此元气大伤。 |
| 沃西斯        | 无                   | ウォシス            | 大和                                      | ❌       | ✔          | ✔          | 菊池幸利                                                | 大和八柱将之一，人称“影光的沃西斯”。出身不明（实际上是帝的复制体），行踪也相当低调。实际上内心阴险、是使帝险些死亡以及向皇女杏树下毒的幕后黑手，豢养着以七理夜为首的一群间谍。在《二人的白皇》中帝都即将落城时潜逃，开始了他的计划。《二人的白皇》篇末，沃西斯一度将Master Key夺走，在一度被奥修特尔（哈克）击败后彻底崩溃，化为盘踞帝都的邪恶妖怪。原本為帝改立杏樹為繼承人感到怨恨，後來極度禮遇哈克、讓其成為人類文明後繼者的種種行為，讓他著手進行奪回這些的計畫，當得知帝對他的真正心意時陷入了瘋狂。 |
| 歐甄          | 奧禪                 | オーゼン            | 大和 （九重里）                           | ❌       | ✔          | ✔          | 佐佐木義人                                              | 九重里之皇、大和八柱将之一，人称“乐土的歐甄”，因开拓九重里的冰原而知名。一共有15名子女，露露缇耶是他的小女儿。《二人的白皇》中，在哈克（奥修特尔）等人前往九重里拜访之后，歐甄带领九重里加入了杏树一方。 |
| 希丝          | 无                   | シス                | 大和 （九重里）                           | ❌       | ❌         | ✔          | 山村响                                                  | 九重里之皇歐甄的长女，露露缇耶的大姐，在兄弟姐妹中排第一。在《二人的白皇》中哈克（奥修特尔）等人访问九重里时曾因担心露露缇耶安全而不让她离开，但最后作罢。 |
| 亚修玛        | 无                   | ヤシュマ            | 大和 （九重里）                           | ❌       | ❌         | ✔          | 田丸笃志                                                | 九重里之皇“歐甄”的长男。露露缇耶的哥哥，希斯的弟弟 |
| 伊洛瓦底      | 无                   | イラワジ            | 大和 （恩那卡姆依）                       | ❌       | ❌         | ✔          | 白熊宽嗣                                                | 恩那卡姆依之皇，为政宽仁，雅擅诗歌，受人民爱载。是奇羽琉的祖父。在奥修特尔（哈克）等人逃到恩纳卡姆依之后，为了帮助杏树复国，选择将国政大权悉数交予奥修特尔（哈克） |
| 托里克莉      | 无                   | トリコリ            | 大和 （恩那卡姆依）                       | ❌       | ❌         | ✔          | 藤田昌代                                                | 奥修特尔和猫音的母亲，一个人生活在恩纳卡姆依的郊外。在丈夫去世之后，凭一己之力养育起奥修特尔和猫音。雖然哈克偽裝技術高超，連貓音都曾被騙，然而在她面前輕易被識破，也接受了愛子逝去的事實。 |
| 索杨克库尔    | 无                   | ソヤンケクル        | 大和 （夏赫罗）                           | ❌       | ✔          | ✔          | 最上嗣生                                                | 夏赫罗之皇，大和八柱将之一，人称“溟海的索杨克库尔”。擅长海战，统治的国家夏赫罗也以海上贸易为主要产业。是阿图依的父亲。《虚伪的假面》中为大和的图斯库尔远征军提供船只。《二人的白皇》中选择带领夏赫罗加入杏树一方，是個徹底的笨蛋老爹，為了女兒可以拼命的同時，也保持著八柱將的冷靜思考。 |
| 德可彭波      | 迪科嘭嘭             | デコポンポ          | 大和                                      | ❌       | ✔          | ✔          | 大川透                                                  | 大和八柱将之一，人称“七光的德可彭波”，很直白的表示為名臣之後。没什么突出的才能，仅仅是靠自己的出身才当上八柱将。在《虚伪的假面》中德可彭波暗中进行的勾当被奥修特尔和哈克揭发，因此受到处罚。《二人的白皇》中，急于向奥修特尔复仇的德可彭波对恩纳卡姆依发起强攻，但最后却以惨败收场。被哈克（奥修特尔）逼入绝境后，德可彭波放出了野兽，但却因野兽失控而与副官波科伊南特一同被吞噬。 |
| 波科伊南特    | 无                   | ボコイナンテ        | 大和                                      | ❌       | ✔          | ✔          | 中西敏治                                                | 德可彭波的副官，与德可彭波一样没什么才能。 |
| 伊塔库        | 无                   | イタク              | 大和 （纳克库）                           | ❌       | ✔          | ✔          | 小林裕介                                                | 夏赫罗邻国纳克库的皇子，母亲是大夏赫罗之皇索杨克库尔的妹妹，与阿图依是表兄妹。与阿图依之间有着由父母所决定的婚约，是阿图依的未婚夫，但阿图依本人并不知道此事。 |
| 衮杜鲁亚      | 无                   | グンドゥルア        | 乌兹鲁沙                                  | ❌       | ✔          | ❌         | 小松史法                                                | 乌兹鲁沙之皇，擅长谋略的枭雄。仅靠其一代便统一了乌兹鲁沙，并对周边各国展开掠夺。《虚伪的假面》中，衮杜鲁亚率乌兹鲁沙大军入侵大和，但最后率领的大军被拥有假面之力的大和击溃，衮杜鲁亚本人狼狈逃回乌兹鲁沙，不久被杀。 |
| 泽古尼        | 无                   | ゼグニ              | 乌兹鲁沙                                  | ❌       | ✔          | ❌         | 下山吉光                                                | 乌兹鲁沙的千夫长，恩图亚的父亲。衮杜鲁亚兵败后，为了让衮杜鲁亚逃走自愿成为弃子。最后败在奥修特尔手下战死。临死之际感叹祖先的警言“不可触碰大和逆鳞”。 |
| 恩图亚        | 安特瓦               | エントゥア          | 乌兹鲁沙                                  | ❌       | ✔          | ✔          | 米泽圆                                                  | 泽古尼的女儿，原本负责看管剑奴的家属人质，对诗乃乃相当有好感，在亚库托瓦尔特一行人营救之时放水使其逃跑。乌兹鲁沙战败后，在往西寻找乌兹鲁沙军队残党途中，发现了濒死的父亲泽古尼。在极度伤心与愤怒之余，抽出腰间短剑刺向奥修特尔，但无论如何皆无法伤到奥修特尔，最后奥修特尔并未将她杀死，而是将她放过。《二人的白皇》中，流亡的恩图亚无意中与武赖相遇，并帮助萍水相逢的武赖恢复身体。在武赖死后，将武赖的假面捡走。《二人的白皇》篇末选择隐姓埋名成为纳克库国伊塔库的女官。 |

## 相关设定

### 自然
《传颂之物》系列游戏设定发生在一个未来世界中，人类（伟大之父）在这个世界中已经灭绝，受到大神解放者的诅咒成为黏状的怪物塔塔利（祟），生活在世界上的是人类制造出的生物亚人。亚人是以人类基因混合解放神基因研究出来的产物，对地表环境的生存力远高于人类，受基因影响会对人类产生亲切的好感且易服从，外形与人类相似，但有着如同动物外观般的耳朵与尾巴。亚人的种族分为会使用术法的欧卡米亚琉族、力量强大的吉利亚基纳族、忠诚的艾文库鲁加族，以及身体孱弱但最接近太古时代人类的夏库克波尔族等。
游戏中登场的动物有双足步行、用于马车拉引与骑乘的生物骑龙（ウォプタル）以及如同猴子般、动作迅猛且喜欢进行破坏的生物奇玛玛（キママゥ）。

### 图斯库尔
第一作的故事发生在日本列岛。这一地区在《传颂之物》的世界中气候温暖，故事开始时多个国家存在于这一地区。艾露露生活的亚玛由拉村属于“坎纳西科乌鲁贝”。哈克奥罗带领众人推翻“坎纳西科乌鲁贝”后，成立了以艾露露祖母图斯库尔命名的新国家“图斯库尔”。这一地区的国家包括：
| 国名           | 日语原名           | 说明 |
| -------------- | ------------------ | --- |
| 坎納西科烏魯貝 | ケナシコウルペ     | 亚玛由拉村所在的国家，被哈克奥罗推翻 |
| 圖斯庫爾       | トゥスクル         | 哈克奥罗等人在推翻坎納西科烏魯貝後所建立的新國家。國名是為了紀念死去的圖斯庫爾。 |
| 歐卡米亞凱     | オンカミヤムカイ   | 是一个宗教國家，被稱為「起始之國」，常常帮助調停國家之間和部落之間的爭端。 |
| 庫查·凱查      | クッチャ・ケッチャ | 由騎兵民族構成的國家，曾經是遊牧民族。在奧利卡坎戰敗後，國土被併入圖斯庫爾。 |
| 納·托庫        | ナ・トゥンク       | 位於圖斯庫爾東方，大陸邊境靠海的小國，以販賣奴隸、劍奴為收入。在被迪利霍萊所建立的義軍『卡露拉·阿滋雷』攻陷後滅亡，新建立的國家名為「卡露拉·阿滋雷」。                                                                                           |
| 拉露瑪尼爾努   | ラルマニオヌ       | 由吉利亞基納族建立的十分強大的國家，在第一作的时代已经灭亡。卡露拉曾是该国的公主。 |
| 西肯利貝查姆   | シケリペチム       | 位於大陸中央的三大強國之一，位於圖斯庫爾南方的大國，國土是圖斯庫爾的三倍、兵力是圖斯庫爾的十倍。皇帝尼威自稱為天子，領土本身由各個小國聚集而成，並以強大的軍事能力為背景持續擴大著勢力。戰敗後，國土被併入圖斯庫爾，領土委任當地代表及豪族自治。 |
| 諾賽謝奇卡     | ノセシェチカ       | 三大強國之一，位於庫涅卡門南方。在战争中操縱屬國艾魯姆伊向庫涅卡門發動侵略並遭到庫涅卡門的反撲，僅僅四天便被庫涅卡門所滅。 |
| 艾魯姆伊       | シケリペチム       | 位於諾賽謝奇卡與庫涅卡門之間的小國家，是諾賽謝奇卡的附庸国。在諾賽謝奇卡的強迫下向庫涅卡門發動侵略，並在諾賽謝奇卡戰敗後跟著滅亡。 |
| 庫涅卡門       | クンネカムン       | 夏庫克波爾族一族建立的国家，因为拥有部分太古人类遗留的技术而强大，是三大強國，信仰太古人类“伟大之父”，认为大神解放者是祸日神。在第一作篇末戰敗，國土被併入圖斯庫爾。                                                                             |

《虚伪的假面》中，图斯库尔已经成为一个统一的国家，被称为“神沉睡的国家”。

### 大和
是《虚伪的假面》与《二人的白皇》的主要舞台，国土位于勘察加半岛一带。大和統合著數個組成國，科技相較於其他國家進步。
| 国名       | 日语原名     | 说明 |
| ---------- | ------------ | --- |
| 帝都       | 帝都         | 大和的首都，是一座繁荣的都市。数百年前由帝獨自一人開闢而成，被認為是世界的中心。                                                                                           |
| 九重里     | クジュウリ   | 大和組成國之一，位於大和國西方的小國，氣候寒冷、被大雪所覆蓋。約略位於現今俄羅斯瓦伦一帶。是露露緹耶的故鄉，由露露緹耶的父親歐甄統治。九重里也是久遠與哈克最初相遇的地方。 |
| 恩那卡姆依 | エンナカムイ | 大和組成國之一，周圍群山環繞，是座天然的要塞。因國土大都為貧瘠的邊境之地，經濟並不富裕。是奇羽琉的故鄉，由奇羽琉的祖父伊洛瓦底統治。                                       |
| 夏赫羅     | シャッホロ   | 大和組成國之一，阿圖依的故鄉，同時也是阿圖依的父親八柱將索楊克庫爾的領地，瀕臨海邊，氣候較溫暖。                                                                           |
| 納克库     | ナコク       | 大和組成國之一，夏赫羅的鄰國，以對帝的忠誠著稱，與帝都之間由一條帝親自修建的大橋相連。                                                                                     |
| 伊兹鲁哈   | イズルハ     | 大和組成國之一，是扇與諾斯莉的故鄉。在《虛偽的假面》開篇由八柱將之一的時櫻統治，《二人的白皇》篇末，諾斯莉成為了伊兹鲁哈皇。                                               |

#### 乌兹鲁沙
位于大和西北部的游牧部族组成的国家，该地区在历史上经常在大和边境地区抢掠。乌兹鲁沙之皇“衮杜鲁亚”统一了各部族，并向大和发动战争，但最后以惨败告终，乌兹鲁沙也随之灭亡。